# Internationaler Janusz-Korczak-Literaturpreis
Der Internationale Janusz-Korczak-Literaturpreis war ein Literaturpreis, den die polnische Sektion der IBBY 1979 begründete und bis zum Jahr 2000 verlieh. Finanziert wurde er vom polnischen Ministerium für Kultur.
Der Preis wurde alle zwei Jahre an Schriftsteller von Kinderbüchern und Büchern über Kinder verliehen, die sich durch ihre menschlichen und künstlerischen Werte auszeichneten und sich für das Verständnis und die Freundschaft zwischen Kindern aller Welt einsetzten.

## Preisträger
- 1979: Astrid Lindgren (Schweden) für Die Brüder Löwenherz; Bohumil Říha (Tschechoslowakei) für Nový Gulliver
- 1981: Michael Ende (Deutschland) für Die unendliche Geschichte und sein Gesamtwerk; Ján Navrátil (Tschechoslowakei) für Lampás malého plavcíka
- 1983: Ewa Nowacka (Polen) für Tag, Nacht und Niemandszeit; Dagmar Hilarová und Miep Diekmann (Niederlande) für Ich habe keinen Namen
- 1985: Luczezar Stanczew (Bulgarien) für The wrong step; Marie Winn (USA) für Kinder ohne Kindheit
- 1987: Maria Borowa (Polen) für Dokąd wracają latawce; Albert Lichanow (Sowjetunion) für Драматическая педагогика
- 1990: Uri Orlev (Israel) für Die Insel in der Vogelstraße; Halina Filipczuk (Polen) für Rodzice i dzieci
- 1992: Joanna Rudniańska (Polen) für Rok smoka; Robert Coles (USA) für Wird Gott nass, wenn es regnet?
- 1994: Ofra Gelbart-Avni (Israel) für Kirot szelo roim; Mats Wahl (Schweden) für Winterbucht
- 1996: Jostein Gaarder (Norwegen) für Das Kartengeheimnis; Viliam Klimáček und Desider Tóth (Slowakei) für Noha k nohe; Gertruda Skotnicka (Polen) für eseje o polskiej literaturze dla dzieci
- 1998: Reinhardt Jung (Österreich) für Auszeit oder Der Löwe von Kaúba; Oleg F. Kurguzow (Russland) für Sołnce na patołkie; Lars H. Gustafsson (Schweden) für Kinder – weit weg und doch ganz nah; Annouchka Gravel Galouchko (Kanada) für Sho et les dragons d’eau
- 2000: Annika Thor (Schweden) für Eine Insel im Meer